# Acanthoideae
Acanthoideae es una subfamilia de Acanthaceae que tiene las siguientes tribus:

## Tribus
- Acantheae
- Andrographideae
- Barlerieae
- Justicieae
- Ruellieae
- Whitfieldieae